# Paragominas Futebol Clube
Il Paragominas Futebol Clube, noto anche semplicemente come Paragominas, è una società calcistica brasiliana con sede nella città di Paragominas, nello stato del Pará.

## Storia
Il club è stato fondato il 6 marzo 2012. Perché, secondo il presidente del club, Jorge Coqueiro, voleva che un club giocasse nel nuovo stadio della città, l'Arena do Município Verde, inaugurato nel gennaio 2012.
Il club ha vinto nello stesso anno, nel 2012, il Campeonato Paraense Segunda Divisão, dopo aver sconfitto il Santa Cruz de Cuiarana in finale, e venendo promosso nel Campionato Paraense dell'anno successivo.
Il Paragominas ha vinto la Taça Estado do Pará, la seconda fase del Campionato Paraense, nel 2013, dopo aver sconfitto il Remo in finale. Tuttavia, perse la finale del campionato statale contro il Paysandu, ma qualificandosi per il Campeonato Brasileiro Série D 2013.

## Palmarès

### Competizioni statali
- Campeonato Paraense Segunda Divisão: 1

2012